# Yars' Revenge

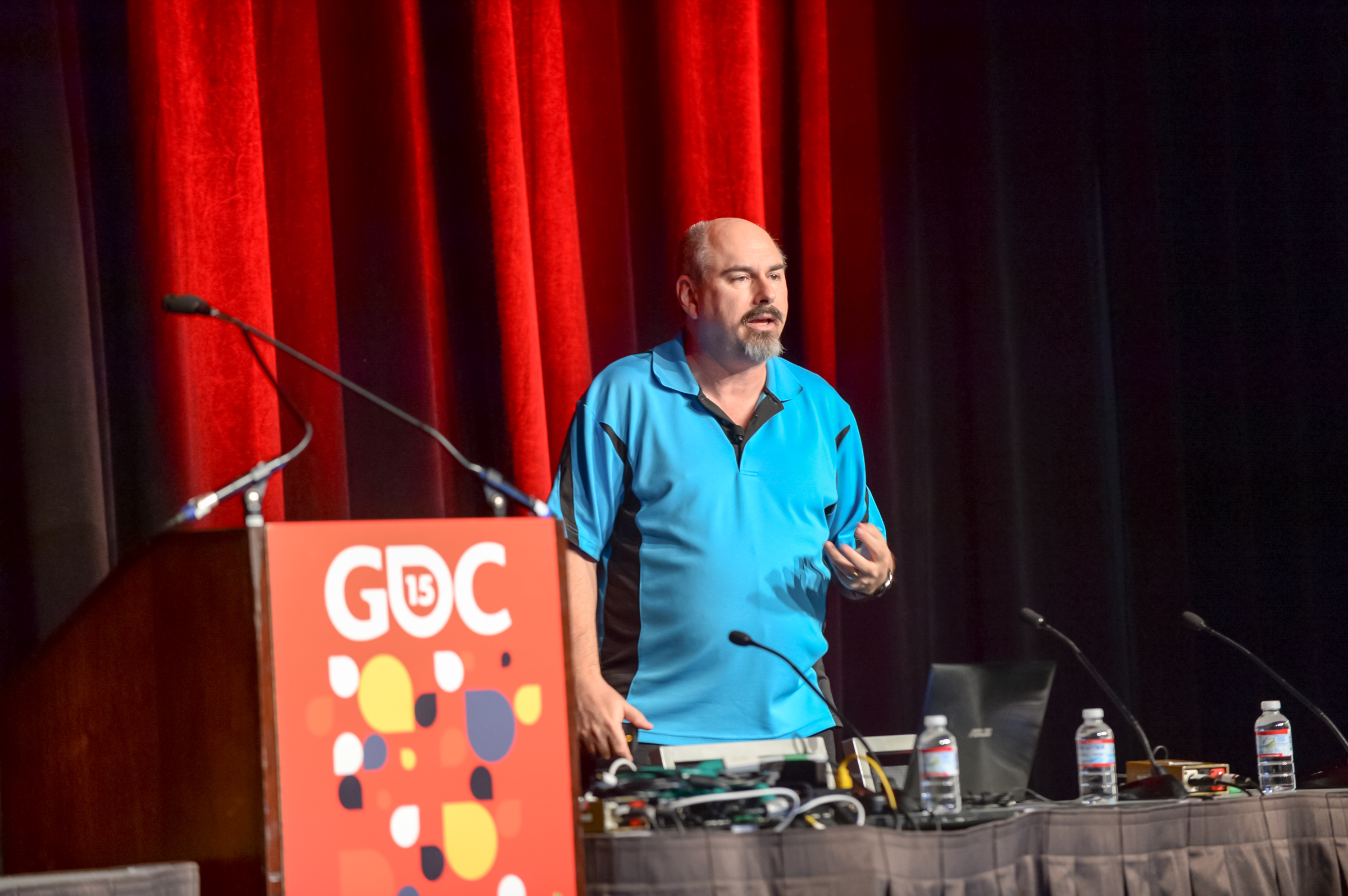
Howard Scott Warshaw durante uma apresentação sobre o desenvolvimento do jogo na GDC 2015

Yars´ Revenge é um jogo de Video game, criado por Howard Scott Warshaw,  lançado para o console Atari 2600, em 1982.
O jogador controlava um “Yar” – que no jogo aparece no formato de uma mosca branca – e sua missão era destruir a barreira onde estava alojado o inimigo, que no jogo aparecia do lado direito da tela e que, a cada intervalo de tempo, se transformava num turbilhão, atacando na direção de onde o “Yar” estivesse. O jogador só poderia destruir o seu inimigo – que no jogo se parecia com uma borboleta brilhante – usando um canhão de luz.
O jogo foi feito para um jogador, possuía diversos tipos de níveis selecionáveis e grau de dificuldade crescente. Yars’ Revenge era um jogo sem fim.